# Volo Balkan Bulgarian Airlines 307
Il volo Balkan Bulgarian Airlines 307 era un volo di linea internazionale della Balkan Bulgarian Airlines partito da Sofia e diretto a Mosca schiantatosi durante il suo avvicinamento finale all'Aeroporto di Mosca-Šeremet'evo il 3 marzo 1973. Tutti i 25 occupanti, tra passeggeri e membri dell'equipaggio, rimasero uccisi.

## L'aereo
L'aereo coinvolto era un Ilyushin Il-18V, codice di immatricolazione LZ-BEM con numero di fabbrica 182005602 e numero di serie del produttore 056-02, assemblato dallo stabilimento MMZ "Znamja Truda" nel 1962. Compì il suo primo volo nello stesso anno e fu trasferito alla Bulgarian Airways il 6 marzo 1963.

## Equipaggio
L'equipaggio dell'aereo era composto dai seguenti individui: 
- Comandante Haralampi Ivanov Stojanov.
- Co-pilota Radi Dimitrov Radev.
- Navigatore Pëtr Vasil'ev Petrov.
- Meccanico di volo Il'a Hristov Lalov.
- Operatore radio Georgij Valov Draganov.
- Assistenti di volo Jana Stoimenova Penkova, Virginia Vasileva Georgieva e Milka Hristova Genova.

## L'incidente
Il velivolo operava un volo passeggeri da Sofia (Bulgaria) a Mosca (URSS) e alle 09:13 (06:13 GMT), con 17 passeggeri e 8 membri dell'equipaggio a bordo, decollò dall'Aeroporto di Sofia. Prima della partenza, l'equipaggio ricevette la documentazione necessaria perché fosse tutto in regola, che includeva una previsione meteorologica secondo la quale si prevedevano condizioni meteorologiche all'aeroporto Šeremet'evo migliori dei minimi meteorologici stabiliti per l'equipaggio e l'aeroporto di partenza.
L'Il-18 viaggiò senza problemi e alle 12:27:53,5 i piloti entrarono in contatto con il controllore di Mosca-Šeremet'evo. Alle 12:28:34 il controllore comunicò le informazioni per l'atterraggio al volo 307, superiori al minimo meteorologico stabilito, ma allo stesso tempo indicò che c'erano condizioni di formazione di ghiaccio tra le nuvole. L'aeroporto funzionava normalmente, le piste erano in buone condizioni e il coefficiente di attrito su di esse era 0,34. Anche le apparecchiature di radionavigazione e illuminazione, così come le comunicazioni radio all'aeroporto Šeremet'evo, funzionavano normalmente e non si segnalarono problemi. Alle 12:29:20.2, al volo 307 venne dato il permesso di eseguire un avvicinamento diretto alla pista 07 (percorso di atterraggio 068°), ma l'aereo deviò in modo significativo dal percorso di planata e da quello di atterraggio, quindi l'equipaggio si trovò costretto a interrompere l'avvicinamento, virare indietro e ritentare.
Eseguendo un secondo avvicinamento, l'equipaggio alle 12:44:03,3 stabilì un contatto con il controllore di volo, dopodiché alle 12:44:05.13 quest'ultimo comunicò che la distanza dalla pista era di 8,5 chilometri,dando il permesso di scendere a 200 metri fino al radiofaro. Alle 12:45:29.8 il controllore disse ai piloti che si trovavano a 5 chilometri dall'aeroporto e 15 metri sotto il sentiero di discesa, e alle 12:45:39 il collegamento con LZ-BEM si interruppe. L'Il-18 picchiò rapidamente, e alle 12:45:50 si schiantò quasi in verticale al suolo a una distanza di 4330 metri dall'estremità della pista e 70 metri a destra del suo prolungamento dell'asse (Schodnja Nagornaja Ulica 21, campo da calcio della Schodnja škola internat). Al momento di colpire il suolo, l'aereo si distrusse e bruciò completamente, e tutte le 25 persone a bordo morirono. L'onda d'urto ruppe tutti i vetri della Schodnja škola sul lato che dava sul campo di calcio, gli studenti corsero fuori dal dormitorio, la coda dell'aereo distrusse una stanza al 2º piano di un condominio di 2 piani per insegnanti.

## Le indagini
Durante le indagini sull'incidente dell'Ilyushin bulgaro, gli investigatori si basarono sui seguenti dati:
- I contenuti dei registratori di volo;
- La natura della collisione dell'aeromobile con il suolo e la distruzione della struttura al momento dell'impatto;
- Calcoli matematici per determinare la traiettoria di volo effettiva;
- Le testimonianze dei testimoni oculari che stavano osservando l'aereo dopo che uscì dalle nuvole.

Eseguendo il primo avvicinamento l'aereo superò il raggio del sistema ILS a un'altitudine di 250 metri, quando l'equipaggio decise di annullare l'atterraggio. Questa manovra venne effettuata tra le nuvole e procedette normalmente fino a 5 chilometri dal termine della pista, mentre l'aereo di linea scese con il carrello abbassato, i flap impostati a 30° e alla velocità impostata al peso effettivo per l'atterraggio. Il NDB venne superato a 50 metri al di sotto dell'altitudine impostata, quindi i piloti decisero di compiere un'inversione a U con una leggera salita per rientrare nel sentiero di discesa. L'aereo eseguì la prima parte della virata con una salita e mossero l'equilibratore verso l'alto. Quindi, per una corretta planata, i piloti abbassarono dolcemente il timone di coda di 8° verso il basso, con un sovraccarico negativo di 0,5-0,6 g. Ma poi, in mezzo secondo, il timone deviò al massimo, fino a -15°.
Durante l'indagine, sono state prese in considerazione le seguenti possibili cause:
1. Distruzione di una parte della fusoliera in aria

Parte del relitto sul luogo dell'incidente non è mai stato trovato, nonostante le scrupolose ricerche. Tuttavia, lo studio della natura della distruzione dei restanti componenti mostrava che non c'erano stati danni alla struttura prima della collisione con il suolo.
2. Errore di controllo del timone
Furono studiati tutti i componenti del sistema di controllo del timone di coda ed analizzati i dati del registratore dei dati di volo. Sulla base dei risultati di questi controlli non è stata riscontrata alcuna indicazione che l'incidente fosse dovuto a irregolarità nel sistema di controllo del timone.
3. Guasto dei motori centrali con creazione di spinta inversa
Questa versione fu immediatamente respinta sulla base del fatto che uno studio del relitto mostrava che tutti i motori funzionavano in modalità di spinta con le leve del carburante impostate a 38° e le scatole nere non registravano alcun motore che iniziava a girare al contrario.
4. Attivazione intenzionale o accidentale dell'autopilota
Secondo le registrazioni, l'equipaggio spense il pilota automatico anche prima che si verificasse l'emergenza, senza riaccenderlo più. I comandi dell'autopilota vennero trovati in posizione ON, ma è possibile che l'equipaggio l'avesse fatto apposta per precauzione nel tentativo di correggere l'emergenza.
5. Manovra brusca per evitare la collisione con uno stormo di uccelli
Secondo gli esperti dell'Accademia delle scienze dell'URSS, non c'erano stormi di uccelli migratori tra le nuvole nella zona e alla stessa altitudine del velivolo.
La commissione investigativa notò che l'equipaggio stava effettuando delle manovre vicino a nuvole in cui era stata riscontrata della formazione di ghiaccio, fatto confermato dalle previsioni del tempo trasmesse dal controllore all'equipaggio, dai dati di osservazione meteorologica, nonché dalla testimonianza degli equipaggi degli altri aerei, che volarono nei pressi di Sheremetyevo durante l'incidente. In precedenza i test di volo e gli studi sull'Il-18 venivano effettuati più volte per studiarne le caratteristiche di stabilità e controllabilità. Tutti questi test e studi dimostrarono che l'Il-18 disponeva di un margine di sicurezza affidabile in tutte le modalità di volo e anche con deviazioni dalle condizioni normali, ma entro i limiti consentiti che possono sorgere durante il funzionamento vero e proprio.
Nello specifico, per la situazione di volo in condizioni di ghiaccio e con il sistema antighiaccio disattivato, si consigliava di estendere i flap fino ad un angolo non superiore a 15° durante l'avvicinamento all'atterraggio. I test e gli studi effettuati in condizioni di ghiaccio reale e durante la simulazione della formazione di ghiaccio sull'unità di coda dimostrarono che in questo caso l'aereo rimane stabile e la sua controllabilità non viene alterata. Ma nel caso del velivolo LZ-BEM, i flap erano già estesi con un angolo di 30°. La perdita di stabilità in tali condizioni potrebbe verificarsi se si fosse deposito di ghiaccio sul bordo anteriore dello stabilizzatore.

## Cause

### Conclusioni della Commissione
1. L'addestramento e la verifica della check-list pre-volo da parte dell'equipaggio, le loro qualifiche e competenze per l'esecuzione di voli sugli Il-18, anche sulla rotta Sofia-Mosca, corrispondevano ai requisiti della Balkan Airlines.
2. La salute fisica dei membri dell'equipaggio e il programma di lavoro/riposo soddisfacevano i requisiti moderni della compagnia aerea e non potevano aver contribuito in alcun modo al disastro.
3. L'aereo era preparato per il volo, era tecnicamente valido e tutta la documentazione necessaria era in regola.
4. Il peso e l'equilibrio dell'aeromobile rientravano nei limiti stabiliti.
5. Le condizioni meteorologiche nell'area dell'aeroporto di Sheremetyevo al momento dell'arrivo dell'aereo permisero di avvicinarsi ai minimi meteorologici stabiliti dalla compagnia aerea e per l'aeroporto.
6. Le apparecchiature di radionavigazione e illuminazione del sistema di atterraggio, nonché le comunicazioni radio nell'aeroporto, funzionavano normalmente e secondo le regole stabilite.
7. Il personale di controllo del traffico aereo fornì all'equipaggio i dati necessari per completare l'avvicinamento, compreso l'avviso di formazione di ghiaccio tra le nuvole, e diede anche delle istruzioni tempestive su come completare l'avvicinamento e raggiungere la pista.
8. Prima della collisione con il suolo, a bordo del velivolo non si sono verificate esplosioni, incendi o cedimenti strutturali.
9. Il re-atterraggio è stato eseguito fino alla distanza di circa 5 chilometri dalla pista, dopodiché l'aereo di linea è andato in picchiata.
10. Al momento della collisione con il suolo, il velivolo era correttamente configurato per l'atterraggio con il carrello esteso e i flap impostati a 30°; tutti i motori erano in funzione.
11. L'incidente non si è verificato per colpa di un errore di controllo del timone, di un malfunzionamento del motore o di un'attivazione accidentale o deliberata dell'autopilota.
12. È improbabile che la manovra di elusione del bird strike abbia portato al disastro.
13. Dopo il disastro, sul posto sono state prese tutte le misure di emergenza possibili.

Secondo la conclusione della commissione, è molto probabile che una combinazione sfavorevole di diversi fattori abbia portato al disastro:
- L'antigelo dello stabilizzatore, in quanto il suo sistema antigelo era probabilmente disattivato;
- L'equipaggio eseguì una manovra per correggere la deviazione dal sentiero di discesa, con un sovraccarico negativo di 0,5-0,6 g;
- I flap sono rimasti completamente estesi nella posizione di atterraggio, il che comportò l'effetto di un deterioramento del flusso d'aria attorno alla superficie inferiore dello stabilizzatore, portando a una variazione del carico sui piantoni dello sterzo.

A causa di questa confluenza di fattori, il carico dal volantino all'equilibratore avrebbe potuto essere troppo elevato, quindi quest'ultimo, in questo caso avrebbe deviato bruscamente verso il basso, portando l'aereo in picchiata. Il sovraccarico negativo in tali condizioni sarebbe aumentato considerevolmente, per cui i piloti, vista la mancanza di tempo (dovuta alla bassa quota di volo), non sarebbero stati in grado di correggere tempestivamente la situazione. Poiché l'aereo si era completamente distrutto nell'impatto, gli investigatori non poterono stabilire se il sistema antighiaccio nella coda fosse attivo, e quindi non c'erano prove che potessero confermare o smentire questa versione dei fatti.